# Luís VIII de Hesse-Darmstadt
Luís VIII (5 de abril de 1691 - 17 de outubro de 1768) foi o conde de Hesse-Darmstadt de 1739 a 1768. Filho do conde Ernesto Luís e da marquesa Doroteia Carlota de Brandemburgo-Ansbach.

## Família
Luís VIII foi o segundo filho, primeiro varão, do conde Ernesto Luís e da marquesa Doroteia Carlota de Brandemburgo-Ansbach. Os seus avós paternos eram o conde Luís VI e a duquesa Isabel Doroteia de Saxe-Gota-Altemburgo. Os seus avós maternos eram o marquês Alberto de Brandemburgo-Ansbach e a princesa Sofia Margarida de Oettingen-Oettingen.

## Reinado
Devido à sua paixão pela caça, Luís VIII é conhecido como o Conde Caçador. Durante a Guerra dos Sete Anos ficou do lado da Áustria e recebeu a posição de general-marechal-de-campo. Tal como o seu pai, Luís não sabia lidar com as finanças do seu estado que apenas se salvou da bancarrota devido à intervenção da imperatriz Maria Teresa da Áustria e do seu conselho imperial. Apesar de tudo, durante o seu reinado, Luís VIII abriu uma empresa têxtil em 1742 e um orfanato do estado em 1746.

## Casamento e descendência
Luís VIII casou-se com condessa Carlota de Hanau-Lichtenberg no dia 5 de abril de 1717, acrescentando o condado de Hanau-Lichtenberg aos seus domínios. Juntos tiveram três filhos:
- Luís IX, Conde de Hesse-Darmstadt (15 de dezembro de 1719 - 6 de abril de 1790), casado com a condessa Carolina do Palatinado-Zweibrücken; com descendência.
- Jorge Guilherme de Hesse-Darmstadt (11 de julho de 1722 - 21 de junho de 1782), casado com a condessa Maria Luísa de Leiningen-Falkenburg-Dagsburg; com descendência.
- Carolina Luísa de Hesse-Darmstadt (11 de julho de 1723 - 8 de abril de 1783); casada com o marquês Carlos Frederico de Baden; com descendência.